# 鞑靼民族独立党“伊蒂法克”
鞑靼民族独立党“伊蒂法克”是1990年3月在苏联俄羅斯韃靼蘇維埃社會主義自治共和國成立的政黨。1992年1月3日，该党正式登記註冊。
伊蒂法克是韃靼斯坦第一個非共政黨，它通常被稱為韃靼民族主義政黨。它的名字是為了紀念Ittifaq al-Muslimin，這是一個在革命前沙皇俄國杜馬中的穆斯林政黨。
它的目標是復興韃靼民族，恢復韃靼國家地位，承認韃靼國家為國際實體。
伊蒂法克黨的永久領導人是法祖雅·拜拉莫娃。她領導黨20多年。該黨從1993年到1998年出版了自己的報紙-阿爾坦幹耳朵(金帳汗國)。